# Isola di Cortegada
L'isola di Cortegada è un'isola spagnola appartenente alla provincia di Pontevedra. Si situa all'entrata della Ria de Arosa nell'estuario del fiume Ulla nelle vicinanze di altri piccoli arcipelaghi disabitati come le isole Malveiras. Dal 1999 fa parte del parco nazionale delle isole atlantiche della Galizia. Nel 2007 l'isola, dopo essere stata per anni di proprietà privata, è tornata a esser parte del territorio pubblico galiziano. La sua superficie è di 0,54 km², il suo punto più alto si situa a 22 metri d'altezza dal livello del mare e possiede solo una fonte d'acqua potabile situata vicino a un antico monastero e a un ospedale abbandonato dell'anno 1652 utilizzato posteriormente come lazzaretto per i malati della zona. L'isola è situata molto vicino alla costa continentale, infatti dista solo 189 metri formando una piccola laguna utilizzata come zona di pesca, grazie a questa vicinanza è facilmente raggiungibile in barca dal municipio di Carril.
L'isola nel 1910 è stata soggetto a studi e valutazioni per la costruzione della residenza estiva del re Alfonso XIII di Borbone, ipotesi poi scartata per lasciare spazio alla costruzione del Palazzo della Magdalena nella città di Santander. Nel 1958 l'isola passo a far parte del patrimonio di Giovanni di Borbone-Spagna per poi essere venduta nel 1978 alla società Santiguesa Cortegada S.A.